# 271009 Reitterferenc
271009 Reitterferenc è un asteroide della fascia principale. Scoperto nel 2002, presenta un'orbita caratterizzata da un semiasse maggiore pari a 2,4017103 UA e da un'eccentricità di 0,1825008, inclinata di 0,66635° rispetto all'eclittica.